# Pamparito
Il pamparito è un pane tipico di Vignanello, un paese della provincia di Viterbo, dal tipico colore marrone chiaro dato dalle spennellate di uovo sbattuto o acqua. Nel 2016 il pamparito ha ottenuto il riconoscimento De.C.O., Denominazione comunale d'origine.

## Curiosità[1][2]
Il pamparito è un piatto tipico della colazione di Pasqua, durante la quale viene servito sia con degli affettati (il capocollo, il prosciutto, il salame) che ammollato nel caffellatte, con la ricotta.
Mentre in antichità si mangiava solitamente solo a Pasqua, oggi può essere trovato in tutti i periodi dell'anno , infatti viene prodotto da tutti i panifici del paese.
Questo tipo di pane è conosciuto quasi solo a Vignanello, anche se le parentele oramai sono intrecciate fra i comuni limitrofi.